# Mesembriomys
Genre
Mesembriomys est un genre de rongeurs de la sous-famille des Murinés.

## Liste des espèces
Ce genre comprend les espèces suivantes :
- Mesembriomys gouldii (en) (Gray, 1843)
- Mesembriomys macrurus (en) (Peters, 1876)